# Вера Пешић
Вера Пешић (Сијаринска Бања, 5. јануар 1919 — Сијаринска Бања, 18. мај 1944) била је српска шпијунка.

## Биографија
Родитељи су јој били Милан Пешић и Анђелија Анђа Радовић. Према непровереним и тешко доказивим причама Верина мајка Анђа затруднела је за време окупације са једним бугарским војником. У Лесковцу је одрасла, завршила школу и удала се за полицијског писара. Била је чувена по својој лепоти и звали су је „Лесковачка лепотица”.
После развода од првог супруга она одлази у Београд где упознаје официра Обавештајног одељења Главног ђенералштаба Југословенске војске, мајора Славка Радовића који је после успешно завршеног курса за обавештајце прима у службу.
Њен задатак био је да уђе у мрежу шпијуна британске, француске и немачке обавештајне службе које су плеле своје мреже у Београду.
Вера је пленила својом лепотом и играњем валцера тако да је посећивала најпрестижније забаве и хотеле где је упознавала своје шпијунске мете. Своје жртве је варала тако што се издавала да ради у Генералштабу Војске, па су њене мете у ствари покушавали њу да заведу како би добили доушника, при томе трошећи велике своте новца на њу. 
Вера је тако упознала и немачког обавештајног официра у Београду, извесног Крауса, који је успео да је увуче у двоструку шпијунажу и преко ње оствари контакт са четничким војводом Костом Пећанцем. Када је рат већ био известан, Вера је ухапшена као немачки шпијун и протерана у Лебане да тамо лежи у затвору, али је успела да то избегне и врати се у Сијаринску Бању код мајке.
После окупације Југославије код куће је налази Краус и враћа је у Београд где јој даје посао у тзв. Шестом одељењу полиције које је радило на сузбијању комуниста, али и праћењу рада страних мисија код четника. Њена задужења посебно су се односила на лесковачки и нишки округ које је добро познавала.
Године 1942. разоткрила је сарадњу четника са Савезницима што је довело до тога да доушник четника у Пожаревцу Милан Калабић после мучења буде стрељан.
У Лесковцу се срела са Миливојем Перовићем, чланом штаба првог јужноморавског одреда, својим школским пријатељем кога је покушала да наговори да пређе на страну четника. Више пута се састајала са партизанским вођама међу којима је и Стојан Љубић.
Са друге стране и партизани су покушавали да од ње дознају шта спремају четници и Немци. Лета 1943. године долази у Горњу Јабланицу да прикупи податке о деловању страних мисија на овом простору. Ту је у заседи септембра заједно са три СС војника Албанца хватају четници Владимира Јанковића, осуђују је за сарадњу са комунистима и Гестапоом, али захваљујући својим везама (за њу се интересовао немачки заповедник Србије генерал Паул Бадер) успела је да избегне стрељачки вод.
Она је остала међу четницима где се, користећи лепоту и вештину, приближила четничком команданту мајору Радославу Ђурићу. Верино присуство код четника је изазвало незадовољство, тако да су спремили пуч којим би уклонили мајора и њу. Мајор је сазнао за пуч, похапсио официре пучисте и осудио их на смрт. Међутим, на сам дан извршења дошли су четници из главног четничког штаба, који су опколили Сијаринску Бању и ухапсили мајора Ђурића. Вера је покушала да бежи са мајком, али је ухваћена и обе су стрељане 18. маја 1944. године. Вера је имала 25 година и последње што је тражила је да јој меци не нагрде лице.
Њен лик овековечен је у српском филму Вера из 2022. године а 2023. године изашла је и серија Вера.